# キャラボン
キャラボン（英: CHARA-BON）はボンバーマンシリーズに登場する、架空の種の総称である。
本稿では基本キャラクターを主に説明する。

## 概要
属性や特殊能力を持つ不思議な生き物。ゲーム中の様々な場面でボンバーマンと出会う。特殊能力で主人公の冒険をサポートするほか、キャラボン同士で行う戦い（「キャラボンバトル」）も特徴的な要素として数えられる。
『ボンバーマンMAX』では絶滅の危機に瀕した、世界各地で保護されようとしている種とされている。

## 属性

### 火の属性（ドラゴン系）
ドラゴンをモチーフにしたキャラボンたち。他の能力に比べて攻撃力の上限が高く設定されていることが特徴。
火の属性のキャラボンの一例
- ドラコ
- シードラン
- プテラドン
- ツインドラゴン

### 水の属性（魚系）
海の生物をモチーフにしたキャラボンたち。他の能力に比べて防御力の上限が高く設定されていることが特徴。
水の属性のキャラボンの一例
- シェル
- マリンイール
- シャークン
- シーバルーン

### 電気の属性（ポミュ系）
他の能力に比べて特殊攻撃力の上限が高く設定されていることが特徴。
電気の属性のキャラボンの一例
- ポミュ
- ビーストポミュ
- ナックルポミュ
- ポックス

### 土の属性（獣系）
ゾウやウシなどの獣をモチーフとしたキャラボンたち。攻撃力・防御力・特殊攻撃力の上限がバランス良く設定されていることが特徴。
土の属性のキャラボンの一例
- エレファン
- ユニコルノス
- ビッグオックス
- パンサーファング

## 合成キャラボン
2つの属性を持つキャラボン。合成マシーンで2種類のキャラボンを合成させることで誕生する他、ゲーム中のイベントによって仲間にすることもできる。属性を1つしか持たないキャラボンに比べてステータスの上限が高く設定されている。
合成キャラボンの一例
- ポミュドラゴン
- アクアドラゴン
- ポミュファング
- シェルクス

### 伝説のキャラボン[注 1]
合成キャラボンの中でも3つの属性を持つものや入手条件が特殊なものが該当する。
伝説のキャラボンの一例
- シャードラ
- ヒートロック
- サンダーライガー
- エレコング
- ファイアーコング[注 2]

## 特殊能力
『ボンバーマンストーリー』以降の作品では、キャラボンはそれぞれ特殊能力を有しており、それらの能力によってゲームの進行をサポートしてくれる存在となっている。
特殊能力はキャラボン毎に固定されてはおらず、作品によって各キャラボンの特殊能力も異なる。
（例：同じキャラボン「ポミュ」でも『ストーリー』ではワープ能力、『MAX2』ではフルスピード、『ジェネレーション』ではリモコンとなっている。）

## キャラボンバトル
キャラボン同士で行う戦いのことを指す。『ボンバーマンMAX』『ボンバーマンMAX2』では「バトルゲーム」にて通信対戦によるキャラボンバトルが可能。『ボンバーマンストーリー』『ボンバーマンジェネレーション』ではノーマルゲーム中のイベントとして登場する。
ルール
1対1のオートバトルを3回戦行い、相手のHPを0にするか、残りHPが多い方が勝ちになる。残りHPが同じ場合はドロー（引き分け）になる。
コマンド
キャラボンがバトル中に取る3種類の行動。
- こうげき
  - 通常攻撃を行うコマンド。剣のマークで表される。

- ぼうぎょ
  - 敵の攻撃を防ぐコマンド。盾のマークで表される。

- とくしゅ
  - キャラボンの属性による特殊攻撃を行うコマンド。星のマークで表される。

作戦
対戦は3種類のコマンドを組み合わせた作戦（全6種類）の中から3つをあらかじめ選んで行う。
- せめたらまもれ!
  - こうげき→ぼうぎょ→とくしゅ

- せんてひっしょう!
  - こうげき→とくしゅ→ぼうぎょ

- まもりがいちばん!
  - ぼうぎょ→こうげき→とくしゅ

- しあげはばっちり!
  - ぼうぎょ→とくしゅ→こうげき

- はでにいこうぜ!
  - とくしゅ→こうげき→ぼうぎょ

- わざがひかるぜ!
  - とくしゅ→ぼうぎょ→こうげき

属性
キャラボンの属性にはそれぞれ相性が存在し、「火は土に強く、土は電気に強く、電気は水に強く、水は火に強い」となっている。相性が悪い属性相手への特殊攻撃（火から水、水から電気など）は効果が小さく、「火と電気」「土と水」のような、相性が良くも悪くもない間の特殊攻撃は効果なしとなり互いに特殊攻撃によるダメージを受け付けない。
キャラボンのステータス
アイテム「エサ」を取ると、その時装備しているキャラボンの能力値が上がる。能力には「攻撃力」、「防御力」、「特殊攻撃力」の3つが存在する（作品によっては「すばやさ」が加わり4つになる）。キャラボンによって能力値の上限は異なる。

## 登場作品
- ボンバーマンMAX
- ボンバーマンストーリー
- ボンバーマンMAX2
- ボンバーマンジェネレーション

## 『ボンバーマンジェッターズ』におけるキャラボン
通常世界観とは異なる世界観を持つ『ボンバーマンジェッターズ』にもキャラボンは登場しており、キャラボン星生まれの属性と特殊能力を持つ生物とされている。
また、ゲーム『ボンバーマンジェッターズ〜伝説のボンバーマン〜』や『ボンバーマンジェッターズ』にもキャラボンが登場する。こちらは通常世界観同様に、主人公をサポートする役割が強い。